# Илия Габровалиев
Илия Иванов Габровалиев е български духовник от Македония.

## Биография
Илия Иванов Габровалиев е роден през XIX век в Богданци, тогава село в Османската империя, днес град и седалище на едноименната община в Северна Македония. Става свещеник. Служи в Струмишко. Умира на 11 ноември стар стил (24 ноември нов стил) 1911 година. Гробът му се намира в струмишкото село Робово. Първоначално се е намирал в двора на училището, но е преместен в двора на църквата, първо на едно, а после на друго място. На надгробната плоча е написано, че е един от първите борци за българщината в Струмишко.
| „ | Тукъ почива Свещенникъ Илия Ивановъ Габровалиевъ родомъ отъ с. Богданци, Гевгелийско Единъ отъ първитѣ борци за българщината въ Струмишко починалъ на 11 ноемврий 1911 година | “ |

Има синове, които живеят в София, а след установяването на българското управление в Македония през 1941 година посещават Робово.
Надгробната плоча е частично повредена, така че думите „за българщината“ са почти изтрити. През 2010 година, по инициатива на Георги Галев, брат на историка Димитър Галев, председателят на Българския културен клуб – Скопие Лазар Младенов посещава гроба на Габровалиев и след това алармира за умишленото оскверняване.